# Drogenbesitz
Drogenbesitz bezeichnet den Straftatbestand des Besitzes von illegalen Drogen ohne Legitimation. Grundlage sind in Deutschland und der Schweiz die Bestimmungen des deutschen (BtMG) bzw. des Schweizer Betäubungsmittelgesetzes (BetmG), das die Verkehrsfähigkeit bestimmter, im Anhang des Gesetzes gelisteter Substanzen regelt. In Österreich ist die Verkehrsfähigkeit von Drogen im Suchtmittelgesetz geregelt. Der Straftatbestand liegt vor, wenn eine natürliche Person Substanzen besitzt, ohne die vorgeschriebenen Voraussetzungen für den Besitz zu erfüllen (§ 29 BtMG). Dabei kann es sich sowohl um den Besitz von nicht-verkehrsfähigen Drogen wie Heroin oder Cannabis handeln, als auch um den Besitz von Betäubungsmitteln, die bedingt verkehrsfähig sind, ohne dass eine Legitimation hierfür vorliegt – beispielsweise wenn ein Besitz verschreibungspflichtiger Betäubungsmittel ohne Rezept oder ein Besitz von Substanzen, die nur Ärzte zur ambulanten Verabreichung besitzen dürfen, vorliegt. Umgekehrt liegt kein Verstoß gegen das Betäubungsmittelgesetz vor, wenn eine natürliche Person ein nicht-verkehrsfähiges Betäubungsmittel besitzt und dafür eine Genehmigung vom Gesundheitsamt erhalten hat – beispielsweise Labor-Einrichtungen, die den Auftrag haben, eine Droge auf ihre Wirkstoffe zu untersuchen (§ 3 BtMG).

## Strafbarkeit

Status der Todesstrafe für Drogendelikte:
nur unter bestimmten Bedingungen
angewandt

### Geringe Menge
Die verhängten Strafen für illegalen Drogenbesitz variieren in Abhängigkeit von der Substanz, den Umständen, der Menge, dem Tatort und der Beurteilung eines Vorfalles vom zuständigen Richter und Staatsanwalt. In fast allen europäischen Ländern führt der Besitz geringer Mengen zum Eigenbedarf gewöhnlich zwar zur Anzeige, jedoch nicht zur Anklage. Da in Deutschland das Legalitätsprinzip gilt, ist die Polizei verpflichtet, jeden bekannten Verstoß gegen das Betäubungsmittelgesetz zur Anzeige zu bringen, wobei der Staatsanwalt die Möglichkeit hat, ein Verfahren wegen Geringfügigkeit einzustellen (§ 153 StPO), wenn es sich nur um eine geringe Menge handelt (§ 29 Abs. 5 BtMG). Als Richtwert für eine geringe Menge Cannabis gilt in den meisten deutschen Bundesländern eine Obergrenze von sechs Gramm. In Niedersachsen, Bremen, Hamburg und Berlin gilt eine Obergrenze von 15 Gramm Cannabis. In Nordrhein-Westfalen und Rheinland-Pfalz liegt die Obergrenze bei 10 Gramm Cannabis. In Baden-Württemberg entsprach eine geringe Menge früher drei Konsumeinheiten, wobei es keine Verordnung gab, die den Umfang einer Konsumeinheit definierte. 2021 wurde die Obergrenze der geringen Menge dort auf 10 Gramm Cannabis festgesetzt.
Die Bundesländer Bremen, Hamburg, Hessen, Niedersachsen und Schleswig-Holstein haben auch Regelungen für die Einstellung des Verfahrens bei anderen Betäubungsmitteln ausdrücklich geregelt. Sie sehen die Möglichkeit vor, das Verfahren beim Besitz von 1 g Heroin und 1 g Kokain (Schleswig-Holstein 3 g) einzustellen. Bei Amphetamin sehen Bremen bei 1,6 g, Hessen bei 2,5 g und Schleswig-Holstein bei 3 g eine Einstellungsmöglichkeit vor. Bei Ecstasy ist das in Bremen bei 3 Tabletten, in Hamburg bei weniger als 10 und Hessen bei weniger als 20 Tabletten üblich.
Die Obergrenzen für geringe Mengen sind ausschließlich als Richtwerte zur Beurteilung von  Delikten gedacht. Sprechen andere Indizien dafür oder dagegen, dass ein Drogenbesitz dem Eigenbedarf dient, so darf ein Staatsanwalt oder Richter von den Richtwerten auch abweichen. Es besteht ebenso wenig ein Anspruch darauf, dass ein Verfahren im Falle eines Drogenbesitzes unterhalb der genannten Richtmenge eingestellt wird, als auch die Verpflichtung dazu, Delikte aufgrund von Drogenbesitz über diesen Obergrenzen sanktionieren zu müssen. Delikte wegen Drogenbesitz in geringen Mengen werden in der Regel nicht eingestellt, wenn diese von besonderer Härte sind (z. B. wenn Drogen in die Hände von Kleinkindern gelangen konnten) oder geeignet sind, um ein öffentliches Ärgernis zu erregen (z. B. vorhergegangener Drogenkonsum auf dem Schulhof, in Justizvollzugsanstalten oder auf Massenveranstaltungen). Handelt es sich bei den beschuldigten Personen um Menschen mit einer besonderen sozialen Verantwortung (z. B. Lehrer, Sozialarbeiter, Polizisten, Ärzte), so ist die Bereitschaft seitens der Staatsanwälte und Richter geringer, ein Verfahren bedingungslos einzustellen.
In Österreich kann ebenfalls von einer Anklage abgesehen werden, wenn ein Drogenbesitz lediglich zum Eigenbedarf vorliegt. Die Beurteilung, ob ein Drogenbesitz für den Eigenbedarf oder einen versuchten Handel vorliegt richtet sich dabei nach weiteren Faktoren als nur der Menge alleine. Dadurch gibt es vereinzelt Fälle, bei denen es auch nach einem Besitz von größeren Mengen zu einer bedingungslosen Einstellung des Verfahrens gekommen ist.
In der Schweiz hingegen stellte Drogenbesitz bis vor wenigen Jahren keinen Straftatbestand dar, wenn die Motivation des Drogenbesitzes nicht der Verwertung als Rauschmittel diente. Im Gegenzug stellt der Drogenkonsum einen Straftatbestand dar. Aufgrund dieser rechtlichen Lage wurden Cannabis-Produkte in einigen Kantonen als Duftkissen oder Badezusätze verkauft, ohne dass die Polizei und Staatsanwaltschaften eingriffen.

### Normale Menge
In Deutschland wird bei Verstößen gegen das Betäubungsmittelgesetz nicht nur zwischen geringen und nicht-geringen Mengen unterschieden, sondern auch zwischen normalen und großen Mengen. Ein Drogenbesitz einer normalen Menge Cannabis liegt dann vor, wenn der Wirkstoffgehalt der beschlagnahmten Betäubungsmittel eine Menge von 7,5 Gramm reinem Tetrahydrocannabinol nicht überschreitet. Bei Marihuana mit 10 % Tetrahydrocannabinol läge die Grenze also bei 75 Gramm.
Für Drogenbesitz in normalen Mengen sind  Strafen bis zu 90 Tagessätzen vorgesehen, wodurch ein Drogenbesitz in diesem Rahmen noch als Vergehen (§ 12 StGB) und nicht als Verbrechen eingestuft wird. Auch bei Delikten haben Staatsanwälte und Richter grundsätzlich die Möglichkeit, ein Verfahren einzustellen, wobei eine Einstellung im Normalfall mit Auflagen (Sozialstunden, Zahlung eines Geldbetrages zugunsten einer gemeinnützigen Einrichtung oder der Staatskasse, Therapien oder soziale Trainingsmaßnahmen) verbunden ist (§ 153a StPO ist anwendbar, wenn Voraussetzungen nach § 29a oder § 30 BtMG nicht erfüllt sind).

### Nicht geringe Menge
Für den Besitz einer nicht geringen Menge Drogen ist eine Haftstrafe von mindestens einem Jahr vorgesehen (§ 29a Abs. 1 Satz 2 BtMG), wobei sich das Strafmaß dabei nicht nach der Menge des Betäubungsmittelbesitzes, sondern nach weiteren Umständen richtet (gewerblicher oder nicht-gewerblicher Handel, Organisation in Banden, Waffenbesitz). Durch die Rechtsprechung wird festgelegt, wann eine nicht geringe Menge erreicht ist. Dies ist bei jeder Droge unterschiedlich (Beispiele: Cannabis: 7,5 g Tetrahydrocannabinol; Kokain: 5,0 g Cocainhydrochlorid; Heroin: 1,5 g Diacetylmorphin). Das Betäubungsmittelgesetz lässt jedoch eine Option offen, um bei minderschweren Fällen eine Freiheitsstrafe zwischen drei Monaten und fünf Jahren zu verhängen (§ 29a / § 30 BtMG).

### Internationaler Vergleich
In fast allen Ländern der Welt ist der Besitz von Betäubungsmitteln verboten und kann zu Haftstrafen führen. Cannabis ist jedoch in einer zunehmenden Zahl von Ländern legal, so etwa in Kanada, Uruguay, vielen Bundesstaaten der USA und Thailand. Auch in Deutschland wird eine Legalisierung durch die Regierung angestrebt.
In Ländern wie Malaysia oder Singapur kann ein Besitz von Betäubungsmitteln zur Todesstrafe führen. Fast alle Länder orientieren das Strafmaß für den Drogenbesitz an der Menge eines Stoffes.